# Kaspijsk
Kaspijsk (in russo Каспи́йск?) è una città della Russia europea meridionale, situata nella Repubblica Autonoma del Daghestan.
Sorge lungo la costa caspica occidentale, nel pedemonte settentrionale del Gran Caucaso, 14 chilometri a sud della capitale Machačkala.

## Sport
Ha ospitato i campionati europei di lotta 2018.